# Sumio Iijima
Sumio Iijima (飯島 澄男?  Saitama, 2 de mayo de 1939) es un físico japonés especialista en materiales avanzados y nanotecnología. Su logro más importante es el descubrimiento de los nanotubos de carbono

## Biografía
Sumio Iijima nace en Saitama el 2 de mayo de 1939. Se licencia en 1963 por la Universidad de Electrocomunicaciones de Tokio doctorándose en física en 1968 por la Universidad Tohoku de Sendai.
Actualmente es profesor en la Universidad Meijo, director del Centro de Investigación para el Avance de los Materiales de Carbón del Instituto Nacional de Ciencia Industrial Avanzada y Tecnología de Japón y decano del Instituto Avanzado de Nanotecnología de la Universidad de Sungkyunkwan (Seúl, Corea del Sur).
Iijima es miembro de las principales sociedades científicas japonesas, europeas y estadounidenses y posee la Medalla Benjamin Franklin de Física (EE. UU., 2002), la de la Sociedad Americana del Carbón (2004) y la John M. Cowley de la Federación Internacional de Sociedades de Microscopía (2006). Entre los últimos reconocimientos que ha recibido destacan el Premio de la Sociedad Japonesa de Física Aplicada (2002), el Imperial Award (Japón, 2002), el J. C. McGroddy de la Sociedad Americana de Física (2002), el Agilent Technologies Europhysics Prize de la Sociedad Europea de Física (2002), el de Ciencias Físicas de la Sociedad de Microscopía de América (2005), el Premio Balzan (Italia/Suiza, 2007), el Fujiwara (Japón, 2007), el Gregori Aminoff en Cristalografía de la Real Academia Sueca de Ciencias (2007) y el Kavli en Nanociencia (Noruega, 2008).
El 4 de junio de 2008, el Jurado del Premio Príncipe de Asturias de Investigación Científica y Técnica 2008 acordó por unanimidad conceder el Premio Príncipe de Asturias de Investigación Científica y Técnica 2008 a cinco científicos que son referentes universales en la Ciencia de Materiales y la Nanotecnología:
Sumio Iijima, Shuji Nakamura, Robert Langer, George M. Whitesides y Tobin Marks.
Según el acta del jurado, estos científicos "han descubierto los nanotubos de carbono, los diodos emisores de luz (LEDs), biomateriales que posibilitan la liberación inteligente de fármacos, la producción de tejidos y órganos para trasplante, así como la fabricación de materiales en la nanoescala, el desarrollo de nuevos plásticos y materiales reciclables, técnicas todas ellas fundamentales para el desarrollo sostenible del planeta y la lucha contra la pobreza. Sus trabajos contribuyen de forma decisiva al ahorro energético y a la utilización de nuevas fuentes de energía.
Todos estos nuevos conocimientos básicos, nuevas técnicas y descubrimientos y fascinantes tecnologías, que están impulsando una revolución sin precedentes, son de trascendental importancia para el progreso de la Humanidad."

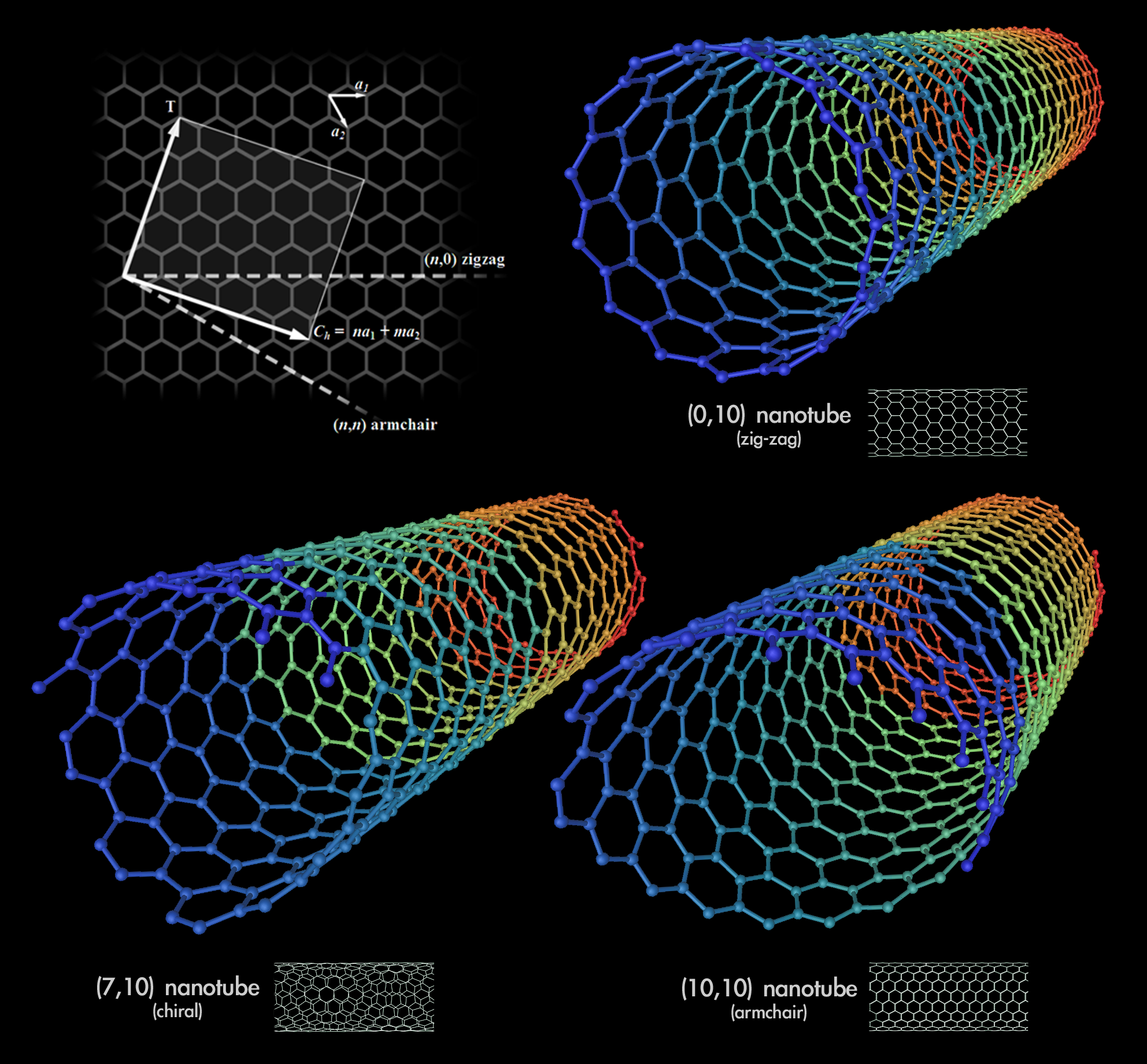
Tipos de nanotubos de carbono.